# Tongdao
Tongdao (en chino, 通道; pinyin, Tōngdào) es un condado autónomo bajo la administración directa de la Prefectura Huaihua en la Provincia de Hunan, República Popular China.  Su área es de 2223 km² y su población total para 2010 superó los  230 mil  habitantes. 

## Administración
Desde octubre de 2022, el  condado Tongdao se divide en 11 pueblos que se administran en 9 poblados,  1 villa y 1 villa étnica

## Toponimia
El topónimo Tongdao se compone de los sinogramas Tong (conexión) y Dao (ruta), lo que da como resultado "ruta de conexión". 
En el año 1103, durante la dinastía Song, los líderes locales rebeldes se rindieron y presentaron tributo al emperador, y la región se le dio por nombre Jingzhou (靖州 Provincia estable) lo que reflejaba el control imperial.
Esta área se volvió crucial en el suroeste de Jingzhou. Debido a esta ubicación estratégica como una "ruta de conexión", se le dio el nombre de Tongdao.
Como las otras regiones autónomas, se caracteriza por estar asociada a un grupo étnico minoritario, en este caso, los dong . La región recibió la condición de "autónomo" cuando se estableció el Condado autónomo dong de Tongdao en abril de 1954.